# Svatopluk Němeček
Svatopluk Němeček (* 23. února 1972 Bohumín) je český politik a lékař, od ledna 2014 do listopadu 2016 ministr zdravotnictví ČR, v letech 2005 až 2014 a opět pak 2016 až 2018 ředitel FN Ostrava, v letech 2012 až 2014 zastupitel Moravskoslezského kraje, v letech 1994 až 2014 zastupitel města Bohumína, člen ČSSD.

## Život
V letech 1990 až 1996 vystudoval všeobecné lékařství na Lékařské fakultě Univerzity Palackého v Olomouci (získal titul MUDr.). V postgraduálním studiu získal v roce 1999 atestaci 1. stupně z vnitřního lékařství. Vzdělání si pak rozšířil, když v letech 2003 až 2005 absolvoval obor management se zaměřením na zdravotnictví na Brno International Business School (získal titul MBA).
Od roku 1996 pracoval na interním oddělení bohumínské městské nemocnice, kterou pak od roku 2002 řídil. V roce 2005 se stal ředitelem Fakultní nemocnice Ostrava. 15. května 2009 se stal na čtyři roky předsedou představenstva akciové společnosti Centrum buněčné terapie a diagnostiky.
Svatopluk Němeček je ženatý. Za manželku si vzal Zdenku Crkvenjaš, političku a lékařku (popáleninová medicína/plastická chirurgie), která je známá mimo jiné tím, že operovala Natálku Kudrikovou po žhářském útoku ve Vítkově. Od roku 2021 je poslankyní za ODS.

## Politické působení
Do politiky vstoupil hned na začátku 90. let 20. století, když byl v komunálních volbách v roce 1994 zvolen jako člen Strany zelených do Zastupitelstva města Bohumína. Do městského zastupitelstva se dostal také v komunálních volbách v roce 1998, ale tentokrát už jako člen ČSSD. Na kandidátce stejné strany uspěl i v komunálních volbách v roce 2002, komunálních volbách v roce 2006 a komunálních volbách v roce 2010. Ve volebním období 2006 až 2010 navíc působil jako radní města.
Do vyšší politiky se pokoušel vstoupit, když v krajských volbách v roce 2004 kandidoval za ČSSD do Zastupitelstva Moravskoslezského kraje, ale neuspěl. Podařilo se mu to až v krajských volbách v roce 2012.
Za ČSSD kandidoval neúspěšně i ve volbách do Poslanecké sněmovny PČR v roce 1998 ještě v tehdejším Severomoravském kraji.
Po 37. sjezdu ČSSD vystřídal v dubnu 2013 na postu ministra zdravotnictví ve stínové vládě ČSSD senátora Jana Žaloudíka. V lednu 2014 se stal kandidátem ČSSD na post ministra zdravotnictví ve vládě Bohuslava Sobotky. Dne 29. ledna 2014 byl do této funkce jmenován. Vzhledem ke svému jmenování ministrem rezignoval na konci února 2014 na post zastupitele Moravskoslezského kraje.
Dne 24. února 2014 byl v pořadu Reportéři ČT nepřímo obviněn ze závažných pochybení při správě cizího majetku nákupem předraženého přístroje CyberKnife. Přístroj dle zveřejněných informací pořídila Fakultní nemocnice v Ostravě za 2-3× vyšší cenu, než v okolních státech.
Po z hlediska ČSSD neúspěšných krajských a senátních volbách v roce 2016 oznámil dne 11. listopadu 2016 premiér Bohuslav Sobotka, že jej odvolá z postu ministra zdravotnictví ČR. Ve funkci skončil k 30. listopadu 2016, nahradil jej Miloslav Ludvík. Po odchodu z politiky se vrátil do funkce ředitele FN Ostrava. Dne 9. února 2018 jej však jeden z jeho nástupců, ministr zdravotnictví ČR v demisi Adam Vojtěch, odvolal. Své rozhodnutí zdůvodnil manažerskými pochybeními, která podle něj vedla mimo jiné k personální a odborné destabilizaci nemocnice. Novým ředitelem se stal Evžen Machytka.
Do krajských voleb v roce 2024 byl zvolen lídrem kandidátní listiny SOCDEM v Moravskoslezském kraji.